# European Students of Industrial Engineering and Management
European Students of Industrial Engineering and Management (ESTIEM) är en samarbetsorganisation mellan europeiska studenter som läser programmet Industrial Engineering and Management, i Sverige kallat Industriell ekonomi. ESTIEM är en ideell förening som drivs av och för studenter.
Organisationen grundades 1990 av en grupp studenter och har sedan dess vuxit till att nu inkludera över 47 000 studenter från 65 universitet i 25 länder. Varje år anordnas aktiviteter över hela Europa för att bredda studenternas kunskaper mot områden de intresserar sig för, av, samt öka den kulturella förståelsen mellan länder i Europa.

## Struktur
ESTIEM består av 65 lokala grupper, en för varje universitet. Alla medlemmar hör till minst en av dessa grupper, och alla aktiviteter ordnas av dessa. Förutom detta finns även på central nivå flera kommittéer och projekt, som Tournament In Management and Engineering Skills, en europeisk caselösningstävling där varje universitet skickar sitt bästa lag till europeisk semifinal och kanske final. Förutom dessa finns även en styrelse bestående av en president samt fyra vicepresidenter med olika uppdrag. De väljs på ESTIEM:s årsstämma på hösten varje år för att sköta de mer övergripande uppgifterna i organisationen, såsom administration.

### Medlemmar
I Sverige är civilingenjörsprogrammen i Industriell Ekonomi på Chalmers, Karlstads universitet, KTH, LiTH, LTH samt LTU anslutna till ESTIEM.
Följande är ESTIEM:s samtliga medlemmar (det finns utöver dessa lokalgrupper som inte är fulla medlemmar):
- Belgien (1 lokalgrupp - Bryssel)
- Bulgarien (1 lokalgrupp - Sofia)
- Cypern (1 lokalgrupp - Famagusta)
- Estland (1 lokalgrupp - Tallinn)
- Finland (5 lokalgrupper - Helsingfors, Tammerfors, Uleåborg, Vasa, Villmanstrand)
- Frankrike (2 lokalgrupper - Grenoble, Lyon)
- Grekland (1 lokalgrupp - Chios)
- Italien (1 lokalgrupp - Milano)
- Kroatien (1 lokalgrupp - Zagreb)
- Makedonien (1 lokalgrupp - Skopje)
- Nederländerna (3 lokalgrupper - Eindhoven, Enschede, Groningen)
- Norge (1 lokalgrupp - Trondheim)
- Polen (3 lokalgrupper - Warszawa, Poznań, Gdańsk)
- Portugal (3 lokalgrupper - Aveiro, Lissabon, Porto)
- Rumänien (1 lokalgrupp - Bukarest)
- Ryssland (1 lokalgrupp - St. Petersburg)
- Schweiz (1 lokalgrupp - Zürich)
- Serbien (2 lokalgrupper - Belgrad, Novi Sad)
- Spanien (2 lokalgrupper - Sevilla)
- Storbritannien (1 lokalgrupp - Cambridge)
- Sverige (5 lokalgrupper - Göteborg, Karlstad, Linköping, Luleå, Lund, Stockholm)
- Turkiet (7 lokalgrupper - Ankara-Bilkent, Ankara-METU, Istanbul-Bogazici, Istanbul-ITU, Istanbul-Yildiz, Izmir, Izmir-Economy)
- Tyskland (14 lokalgrupper - Aachen, Berlin, Braunschweig, Bremen, Darmstadt, Dortmund, Dresden, Hamburg, Ilmenau, Kaiserslautern, Karlsruhe, München, Paderborn, Siegen)
- Ungern (1 lokalgrupp - Budapest)
- Österrike (2 lokalgrupper - Wien, Graz)

## Evenemang & projekt
ESTIEM driver ett flertal projekt och arrangerar varje år ett flertal evenemang för organisationens medlemmar.
De olika evenemangen och projekten är som följer:
- Tournament In Management and Engineering Skills, en caselösningstävling för studenter. Tävlingen har arrangerats årligen sedan 1994
- Vision
- ESTIEM Summer Academy
- ESTIEM Magazine
- Student Guide
- Europe3D